# 1344 Кобета
1344 Кобета (1344 Caubeta) — астероїд головного поясу, відкритий 1 квітня 1935 року.
Тіссеранів параметр щодо Юпітера — 3,613.